# Charles N. Millican
Charles Norman Millican (Wilson, 9 de outubro de 1916 — Orlando, 1 de dezembro de 2010) foi o presidente fundador da Universidade da Flórida Central, então denominada Florida Technological University.